# Il mio amico Mac
Il mio amico Mac (Mac and Me) è un film di fantascienza umoristica statunitense del 1988 diretto da Stewart Raffill. Il film è incentrato su una "Mysterious Alien Creature" (MAC) che fugge dai nefasti agenti della NASA e fa amicizia con un ragazzo su sedia a rotelle di nome Eric Cruise. Insieme, Eric e Mac cercano di trovare la famiglia di Mac, dalla quale è stato separato.
Il film trae ispirazione dal classico E.T. l'extra-terrestre sin dal titolo: Mac and Me è infatti un riferimento al titolo di lavorazione del film di Steven Spielberg: E.T. and Me.
Il film ha fallito al botteghino ed è stato universalmente stroncato dalla critica, in parte a causa della trama simile a quella di E.T., in parte per il suo elaborato posizionamento di prodotti di McDonald's, Skittles e Coca-Cola. Nonostante sia considerato uno dei peggiori film mai realizzati, è diventato un film di culto.

## Trama
Il film narra la storia di una famiglia di alieni composta da padre, madre e due figli che durante una spedizione americana sul loro pianeta, vengono risucchiati da un tubo della navicella americana. Arrivati sulla Terra, gli alieni vengono catturati ma riescono a scappare e Mac, il più piccolo, si perde. L'alieno si nasconde nella macchina di una famiglia che si sta trasfererendo in una nuova casa, dove Eric, il figlio minore, è costretto in sedia a rotelle.
Un giorno Eric sta a casa da solo e viene spiato dall'alieno: si scoprirà che quest'ultimo ha il potere di allungarsi e di attivare gli oggetti elettrici. Eric va in giardino per inseguire Mac quando viene avvertito dalla vicina di casa Debby che lei lo ha visto. Nel frattempo Mac fa crescere delle piante nel salotto (perfino sul soffitto) grazie ad un altro potere e quando Eric rientra trova la madre molto arrabbiata con lui perché crede che abbia creato lui il disordine, nonostante il ragazzino sia costretto in sedia a rotelle. Eric fa una passeggiata e quando si trova su un pendio cade in un lago e viene salvato da Mac.
La polizia viene a sapere che Mac si nasconde a casa loro e la famiglia va nel deserto dove sono finiti i cari di Mac (infatti sembrano avere anche dei poteri telepatici) e li trovano in una grotta morenti. La famiglia di Eric li salva con della Coca-Cola e poi li porta imprudentemente in un centro commerciale pieno di gente scatenando così il panico totale. Il padre di Mac spara per sbaglio un colpo di pistola (che aveva preso a un poliziotto) e così la polizia fa fuoco sugli alieni.
La sparatoria porta all'esplosione del centro commerciale ed Eric ne rimane vittima. Mac però grazie ai suoi poteri lo riporta in vita. La scena finale mostra i quattro alieni (compreso Mac) che diventano cittadini americani perché considerati innocui.

## Accoglienza

### Botteghino
Il film è stato presentato in anteprima a Hong Kong il 5 agosto 1988, con un'uscita negli Stati Uniti il 12 agosto. Divenuto un fiasco al botteghino, ha incassato $ 6.424.112 negli Stati Uniti contro un budget di $ 13 milioni. Aveva un accordo di partecipazione agli utili con la Fondazione per l'infanzia Ronald McDonald.

### Critica
Al momento del rilascio, è stato stroncato, a causa delle sue imitazioni di numerosi concetti di E.T. l'extra-terrestre (1982) di Steven Spielberg. Michael Wilmington, critico del Los Angeles Times, ha scritto che si tratta di "una copia straordinariamente calva di E.T., anche se si tratta di E.T. in un involucro appiccicoso, lasciato sotto il riscaldamento due ore di troppo. Quasi tutto nel film precedente ha un doppio qui". Richard Harrington del Washington Post ha modificato la famosa frase "E.T. telefono a casa" in "E.T. chiama avvocato" e ha detto: "Perché è così difficile apprezzare questo film? Dopo averlo visto fatto molto meglio da Spielberg, non aiutare."
L'espediente della "Mysterious Alien Creature" a cui si fa riferimento con "Mac Tonight", mascotte dei McDonald's all'epoca con Ronald McDonald e i personaggi che indossano gli abiti di McDonald's, hanno spinto il giornalista Chris Hicks di Deseret News a dichiarare: "Io non sono sicuro di aver mai visto un film che sia uno spot pubblicitario di 90 minuti come Mac and Me". Hicks, insieme a Caryn James del New York Times, ha osservato un'ulteriore promozione di Coca-Cola e Sears — quest'ultimo marchio portava McKids, la linea di abbigliamento per bambini di McDonald's. James ha anche fatto un'eccezione al trattamento "terribilmente irresponsabile" del personaggio principale in sedia a rotelle Eric Cruise, che si trova in situazioni potenzialmente pericolose prima dell'intervento di Mac. La performance principale di Jade Calegory è stata definita uno dei momenti salienti del film da diversi critici, a cui i realizzatori hanno ottenuto elogi per il loro utilizzo di un protagonista disabile.
Sull'aggregatore di recensioni Rotten Tomatoes, con 28 recensioni, il film ha un indice di gradimento del 7% e una valutazione media di 3,4/10. Il consenso del sito recita: "Mac and Me è debitamente famigerato: non solo è una pallida imitazione di E.T., è anche un lungometraggio commerciale leggermente velato per McDonald's e Coca-Cola".

## Riconoscimenti
- 1988 - Razzie Award
  - Peggior regista a Stewart Raffill (ex aequo con Blake Edwards per Intrigo a Hollywood)
  - Peggior esordiente a Ronald McDonald
  - Candidatura come peggior film
  - Candidatura per la peggior sceneggiatura a Stewart Raffill e Steve Feke
- 1989 - Young Artist Award
  - Candidatura per la miglior performance in un film - giovane attore protagonista a Jade Calegory
  - Candidatura per la miglior performance in un film - giovane attrice non protagonista a Tina Caspary
  - Candidatura per la miglior performance in un film - giovane attrice non protagonista a Lauren Stanley
  - Candidatura come miglior film per famiglie

## Colonna sonora
Il 6 maggio 2014, la casa discografica spagnola Quartet Records ha pubblicato per la prima volta l'album contenente la colonna sonora del film composta e diretta da Alan Silvestri.